# الأكاديمية الأمريكية لطب العيون
الأكاديمية الأمريكية لطب العيون هي جمعية طبية مهنية لأطباء العيون. يقع مقرها الرئيسي في سان فرانسيسكو، كاليفورنيا. تضم عضويتها 32000 طبيبًا وأكثر من 90 بالمائة من أطباء العيون الممارسين في الولايات المتحدة بالإضافة إلى أكثر من 7000 عضو في الخارج.
مهمة الأكاديمية المعلنة هي «حماية البصر وتمكين الحياة من خلال العمل كمدافع عن المرضى، وقيادة تعليم طب العيون، والنهوض بمهنة طب العيون».

## التاريخ
تعود أصولها إلى الأكاديمية الأمريكية لطب العيون وطب الأنف والأذن والحنجرة، التي تأسست عام 1896 كجمعية طبية لكل من أطباء العيون وأطباء الأنف والأذن والحنجرة. تأسست الأكاديمية عندما انقسمت الأكاديمية الأمريكية لطب العيون وطب الأنف والأذن والحنجرة في عام 1979 وقسمت إلى أكاديميات منفصلة لكل تخصص. مثل معظم الجمعيات الطبية، تجمع الأكاديمية الرسوم وتوفر التعليم المستمر والندوات لأعضائها، بما في ذلك اجتماعها السنوي لمدة أربعة أيام. خارج المجتمع الطبي تروج لمعلومات الصحة العامة. أيضًا، مثل معظم الجمعيات الطبية الأخرى، تتخذ الأكاديمية مواقف السياسة العامة بشأن القضايا من خلال الضغط (الذي ينفذه قسم الشؤون الحكومية في واشنطن العاصمة).
في عام 2006، أطلقت الأكاديمية آي سمارت، وهو برنامج لتثقيف الجمهور حول أهمية صحة العين. يوفر موقع آي سمارت الإلكتروني، الذي أعيد إطلاقه في عام 2016، معلومات راجعها أطباء العيون حول أمراض العيون وحالاتها وإصاباتها.
في عام 2010، رعت الأكاديمية إنشاء آي ويكي، وهي موسوعة إنترنت على شكل ويكي لطب العيون يكتبها ويحررها أطباء العيون و «أطباء العيون تحت التدريب».

## روابط خارجية
- الموقع الرسمي

  - الأكاديمية الأمريكية لطب العيون
  - الأكاديمية الأمريكية لطب العيون أخبار وشبكة التعليم
- آي ويكي